# Abraham Steck
Abraham Steck (1726 - 1807) va ser un metge i botànic suís.

## Algunes publicacions

### Llibres
- 1757. Dissertatio inauguralis medica de Sagu[Enllaç no actiu]. Ed. Typis Johannis Henrici Heitzii. 44 pp.